# Hořinka
Hořinka (Conringia) je rod bylin z čeledě brukvotvarých, řadíme ji mezi ne příliš obtížné plevele.

## Rozšíření
Pochází pravděpodobně z Malé Asie a východních oblastí Středomoří. Roste téměř v celé Evropě, zasahuje na Blízký východ, Kavkaz i do Střední Asie, vyskytuje se v západní Sibiři i v Pákistánu. Lze ji nalézt v severních přímořských oblastech Afriky a byla zavlečena do Severní Ameriky.

## Popis
Je to rostlina nejčastěji jednoletá, zřídka dvouletá, obvykle šedozelené barvy, dosahuje výše i 70 cm. Bývá lysá, maximálně jsou trichomy ve tvaru drobných bradaviček na vzpřímených lodyhách, většinou jednoduchých nebo zřídka v horní části málo rozvětvených. Listy v přízemní růžici jsou s krátkým řapíkem nebo přisedlé, jednoduché, listy na lodyhách jsou přisedlé, srdčité nebo ouškaté, všechny jsou celistvé.
Květy mají barvu od bílé po světle žlutou nebo mají nádech zelené, vzácně s  fialovými žilkami, jsou sestaveny do hroznů které se při zrání semen prodlužují. Kališní lístky jsou krátké, podlouhlé, většinou vztyčené. Korunní lístky jsou tvaru podlouhlého, obvejčitého nebo obkopinatého s oblými vrcholy ale s ostrou špičkou. Čtyřmocných tyčinek je 6, jsou zakončeny malými podlouhlými prašníky. V květním lůžku jsou většinou jen 2 boční nektarové žlázky, často dvoulaločné. Semeník obsahuje 10 až 50 vajíček. Čnělka dlouhá 1,5 mm nese bliznu jednoduchou nebo se 2 laloky.
Plody vyrůstající na stopkách jsou pukající podlouhlé, táhle kuželovité šešule, 4 nebo 8boké, zakončené jsou krátkým zobáčkem. Bezkřídlá hnědá semena jsou protáhlého nebo eliptického tvaru s mřížkovaným osemením, po namočení někdy slizovatí.

## Taxonomie
Rod se skládá se šesti druhů, z nichž tři se vyskytují v Evropě:
- hořinka východní (Conringia orientalis) (L.) Dumort.
- hořinka rakouská (Conringia austriaca) (Jacq.) Sweet
- Conringia planisiliqua Fisch. et C. A. Mey

V České republice se sporadicky vyskytuje pouze hořinka východní, která byla vyhlášena kriticky ohroženým druhem. V minulosti se ve středních Čechách objevovala i hořinka rakouská, ta byla v současnosti již prohlášena za vyhynulý taxon v ČR.